# Lindworm
Vous lisez un « bon article » labellisé en 2009.
Le lindworm, appelé aussi lindorm (surtout en Norvège), Lindwurm (en Allemagne et en Autriche), linnorm (exclusivement en Scandinavie), et dreki (« dragon ») ou ormr (« serpent ») à l'époque viking, est une créature imaginaire issue en majorité du folklore et de la mythologie montagnarde d'Europe centrale et de Scandinavie. Si on le retrouve principalement en Suède, il est également présent dans d'autres cultures (voir à ce propos l'Unktehi lakota) et plusieurs autres cadres (par exemple l'océan et d'autres points d'eau) mais de manière sporadique.
Le pasteur suisse Johannes Stumpf, dans sa Chronique (Zurich, 1548) signale deux espèces de dragons alpins, le Track (Drache) qui vit dans des grottes sous les sommets, et le Lindwurm qui habite les gorges des torrents.
Les légendes racontent que ces créatures sont à mi-chemin entre le dragon et le serpent. Il s'agit donc de reptiles de taille variable, possédant des pattes (le plus souvent seulement deux, mais parfois quatre) et une tête unique (contrairement à l'hydre), mais à l'inverse du dragon, les lindworm sont dépourvus d'ailes.
En général, ces êtres sont censés hanter les cimetières et les églises et se nourrir exclusivement de cadavres humains, ou errer dans les vallées, près des fermes pour consommer impunément le bétail. Ces reptiles ne sont pas toujours considérés comme aussi dangereux que des dragons, mais les créatures observées sont toujours dites extrêmement répugnantes. Ce mythe, qui a disparu peu à peu depuis le Moyen Âge, a attiré l'attention des cryptozoologues.

## Des exemples de Lindworm
Les créatures mentionnées ci-dessous ont été assimilées occasionnellement à des lindworm, même si certaines ont également été rapprochées d'autres créatures imaginaires en raison de leurs caractéristiques physiques.

### Dans la mythologie d'Europe du Nord

#### Conte du prince lindworm
Un conte scandinave (le Conte du prince lindworm, Conte du roi lindworm ou L'épouse du roi lindworm, mentionné pour la première fois dans une compilation de récits du folklore publiée en 1855, Gamle danske Minder i Folkemunde de Svend Grundtvig) raconte l'histoire d'une reine qui désespérait de ne pas avoir d'enfants. Elle rencontra une vieille femme qui lui conseilla de manger deux oignons. Elle le fit, mais ne pela pas le premier. Au terme d'une grossesse normale, elle accoucha d'un garçon parfait en tout (le second oignon pelé) et d'un lindworm (issu du premier oignon). Une fois en âge de se marier, le garçon parfait voulut prendre épouse, mais son frère insista pour se marier en premier. Aucune des filles du royaume ne voulut l'épouser, et il les dévora toutes, excepté une fille de berger qui avait parlé avec la vieille femme qui avait conseillé la reine. Elle vint vêtue de toutes les robes qu'elle possédait, enfilées les unes sur les autres. Le prince lui ordonna de les enlever, mais elle n'accepta qu'à la condition qu'il enlève une de ses peaux à chaque fois qu'elle enlevait une robe. Petit à petit, il se changea sous ses yeux en ravissant jeune homme.

#### Ragnar Lodbrok

Lindorm (seaserpent) dans l'héraldique scandinave

Les légendes de Ragnar Lodbrok (écrites par Saxo Grammaticus, d'après la vie d'un roi semi-légendaire du Danemark, dans la Gesta Danorum, livre 9) racontent que le roi de Götaland Herraud offrit à sa fille, Þora, un mignon petit dragon (Lindwom) qui, à force de grandir, encercla le pavillon de la fille en avalant sa queue. Ragnar Lodbrok tua finalement le serpent, et épousa Þora.

#### Nídhögg et Jörmungand
Nídhögg et Jörmungand sont respectivement le dragon vivant sous l'Arbre-Monde Yggdrasil pour le dévorer à petit feu et le serpent géant fils de Loki et d'Angrboda, ennemi mortel de Thor. Ils présentent des caractéristiques communes aux serpents et aux dragons.
À ce titre, ils sont parfois considérés comme deux des premiers lindworm de la mythologie. D'autres serpents géants, parfois assimilés à Nídhögg, dévorent Yggdrasil : ils ont pour noms Graback, Grafvolluth, Goin et Moin.

### Dans le folklore d’Europe centrale

#### Dragons allemands

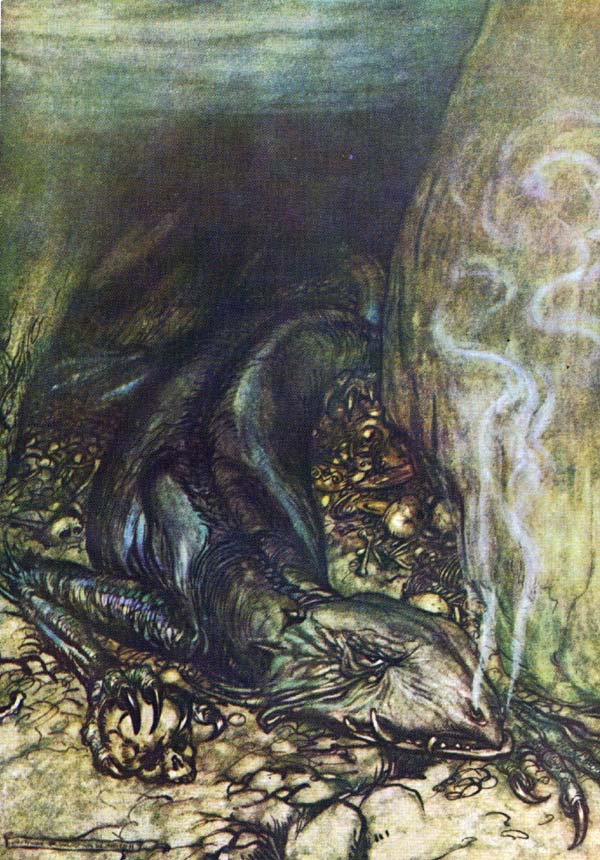
Fáfnir garde sa montagne d'or dans cette illustration par Arthur Rackham

Pour décrire les dragons allemands, on utilisait parfois, aux alentours du XIXe siècle, mais aussi au Moyen Âge, le mot lindwurm, que l'on traduit en général par dragon (Drache), mais aussi plus rarement par « vouivre » (voivre). Ce terme provient de deux racines germaniques, lind (« attraper ») et worm (« ver »).
Ainsi, Fafnir, le dragon/géant du Nibelungenlied de Richard Wagner, est clairement décrit comme un lindwurm dans la Völsunga saga, dont le compositeur s'inspire. Dans ce récit, il est à l'origine un nain cupide et cruel qui s'attaque à son père pour s'emparer du trésor maudit que celui-ci refuse de lui céder puis se change en dragon pour mieux veiller sur son tas d'or. Son apparence proche des dragons scandinaves et le terme employé pour le désigner lui valent d'être souvent assimilé au lindworm.

#### Dragon deKlagenfurt

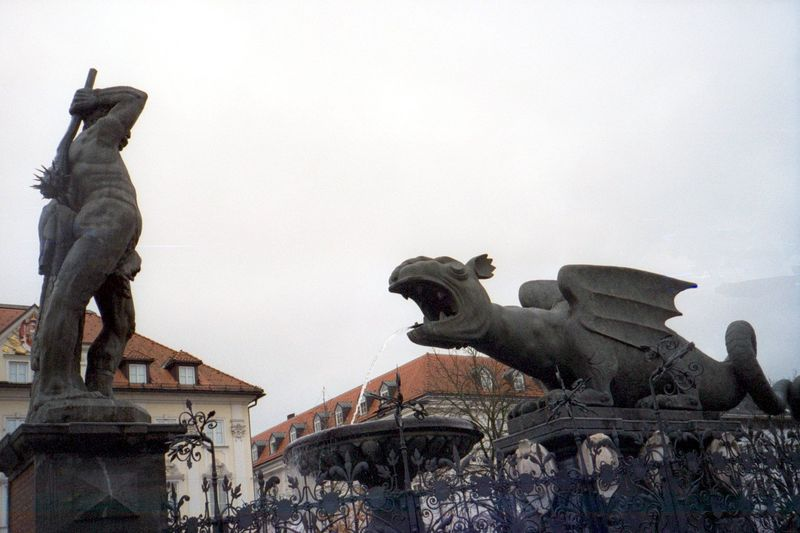
Statue représentant le lindworm de Klagenfurt

Dans une légende du XIIIe siècle, on raconte qu'un lindworm vivait près de la ville de Klagenfurt, en Autriche. Quand des inondations menacèrent les voyageurs qui cheminaient le long du fleuve, la créature fut montrée du doigt.
De jeunes hommes lui amenèrent un taureau attaché à une chaîne. Quand il l'eut avalé, le lindworm fut pris au piège, comme un poisson accroché à un hameçon. On le traîna jusqu'à la ville. En 1335, des villageois découvrirent un crâne de rhinocéros dans une grotte avoisinante et crurent qu'il s'agissait du crâne du dragon.
Encore aujourd'hui, le lindworm est présent sur le blason de Klagenfurt, et une célèbre fontaine de pierre, au centre de la place de Neuer Platz à Klagenfurt, représente Hercule combattant le lindworm. Cette légende et celle du dragon de Ljubljana sont parfois comparées.

#### LeTatzelwurm
Saint Georges, le fameux saint tueur de dragon, a été associé à de nombreuses légendes d'Allemagne et de Pologne, où il combattait des lindworm :
- Une légende raconte que, dans la région de Mecklenburg, aux environs de la route principale entre Neubrandenbourg et Stavenhagen, sur la colline du Lindberg, des lindworm terrorisaient les habitants. Un beau jour, à la suite d'un incident, le plus jeune fut tué et le plus vieux, furieux, fut traîné jusqu'à la porte de Neubrandenbourg que nul n'osa plus franchir. C'est à cet endroit que se trouve aujourd'hui la chapelle de Saint-Georges, nommée d'après le prince étranger qui décida d'affronter le lindworm, et qui, après lui avoir coupé la queue, l'endroit de son corps où résidait sa force, put le tuer sans difficulté[10].
- Un conte, dont l'action se situe à Mansfeld, en Saxe-Anhalt, raconte l'histoire d'un chevalier du nom de Georges qui vivait dans le château des comtes de Manfelfd, bien avant leur époque. Au même moment, un lindorm habitait sur une colline en dehors de la ville (dans la direction d'Eisleben). Aujourd'hui encore, cette colline est appelée Lindberg. Pour sauver leur vie, les habitants devaient donner chaque jour une jeune fille en sacrifice au lindworm. Bientôt il n'y eut plus aucune jeune fille dans la petite ville, et le lindorm exigea la fille du chevalier. Le lendemain matin, le chevalier attaqua et tua le dragon, puis libéra la ville, qui fut appelée Saint-Georges. Une statue de ce chevalier en train de tuer le dragon a été sculptée dans la pierre au-dessus de l'entrée de l'église de Mansfeld, et on peut voir ce monument encore aujourd'hui[10].
- Selon une autre ancienne légende, il y a très, très longtemps, d'horribles lindorm et des dragons vivaient dans les marais et les lacs de la Basse-Lusace. Ils étaient décrits comme semblables à des serpents, mais en beaucoup plus grands, et on racontait qu'ils expiraient de la fumée et des flammes. Ils pillaient les terres environnantes et dévoraient de nombreuses personnes. Près du village de Zilmsdorf (ou Cielmow), l'un des plus anciens lieux de Lusace, il existe un terrain appelé Feu du Dragon. On prétend que le grand dragon tué par Saint-Georges vécut là-bas, mangeant une trentaine de personnes tous les jours et jetant les cadavres très loin, près des déchets agricoles. Il était également en mesure de prendre forme humaine pour provoquer des ennuis à de nombreux autochtones. Il leur volait leur argent, puis les enterrait profondément dans le bois derrière le Forstner Heath. La bataille qui vit la mort du monstre eut lieu à côté de l'ancienne route du sel qui mène à Sorau (ou Zary), à l'endroit ou se trouve un tas de pierres. C'est en ce lieu qu'un monument en pierre fut érigé : il montre Saint-Georges monté sur son cheval, la lance à la main et le dragon à ses pieds[10].
- Limburg an der Lahn, une ville du land de Hesse, semble entretenir une légende semblable, reliée également à un saurochtone nommé Georges (qui serait à l'origine du monastère de Saint-Georges construit aux alentours de la ville). C'est de ce lindworm que proviendrait le nom de la ville (mentionnée tout d'abord sous le nom de Lintpurc).

#### L'Ouïvra de Lourtier
Il existe une ancienne légende, à Lourtier, dans le val de Bagnes, au cœur du canton du Valais en Suisse. Elle rapporte qu'un serpent-dragon nommé l'Ouïvra (la vouivre), se cachait dans des pâturages inaccessibles, près d'une montagne. Les habitants de la vallée de Bagnes n'osaient jamais passer par là, mais bien vite, ils eurent besoin de ces terres pour nourrir leur bétail toujours plus nombreux. Ils cherchèrent une solution pour s'approprier le territoire de l'Ouïvra. C'est à ce moment que naquit un veau d'un roux sombre, qui devint avec le temps le plus beau petit taureau de la région. Les habitants le choyèrent, et, lorsqu'il fut adulte, on lui enfila une armure articulée, créée spécialement par le forgeron, et on le déposa près de la cachette de l'Ouïvra. Le reptile en sortit et s'enroula autour de l'animal, mais l'armure l'empêcha d'étouffer ou de blesser l'animal. Il s'érafla contre les plaques de métal et le taureau lui causa des blessures graves en se débattant (l'histoire ne dit pas si le serpent-dragon s'enfuit ou pas).

### Dans le folklore amérindien

#### Chez les Shoshone
Les indiens Shoshone entretenaient une légende sur la fondation de leur tribu mettant en scène un serpent à pattes rejeté par les autres serpents, puis recueilli par une tribu indienne. Tombé amoureux de la fille du chef, le serpent fait appel aux dieux pour devenir humain, et jeûne jusqu'à ce que le sorcier de la tribu le change en beau jeune homme. Dès lors, il put épouser la jeune fille, et avoir avec elle des enfants, engendrant ainsi la tribu des Shoshone, également appelés Snake ('serpent' en anglais).

#### Chez les Lakota
L'Unktehi est une créature du folklore lakota. Assez rarement, elle y apparaît sous la forme d'une sorte de bovin, mais en général, l'Unktehi était décrit comme un grand monstre aquatique, un serpent doté d'écailles, de cornes et de pattes, ce qui lui a valu d'être souvent comparé au lindworm. Le plus célèbre Unktehi fut sans doute celui qui s'allongea tout le long de la rivière Missouri, plaçant son corps de telle façon qu'il fit déborder la rivière, déclenchant immédiatement une terrible inondation qui tua de nombreuses personnes dans l'ensemble du pays. Il était aidé par d'autres monstres des eaux, plus petits. Les vagues menacèrent bientôt de submerger les montagnes. Les Oiseaux-Tonnerre combattirent l'Unktehi pendant des années, au cours desquelles la terre trembla et de puissants torrents jaillirent, tandis que les nuits restaient claires comme le jour à cause des éclairs lancés par les oiseaux. Finalement, les oiseaux s'éloignèrent et relâchèrent ensemble toutes leurs munitions. Les forêts brûlèrent, l'eau bouillit puis sécha. Le pouvoir sur l'eau avait été définitivement dérobé à l'Unktehi, au profit des Oiseaux-Tonnerre. Selon certaines autres légendes, l'Unktehi détruisit tout sur terre en l'inondant, pour tout recréer ensuite, car il voulait que les humains soient meilleurs. Le Grand Esprit, Wakan Tanka, qui avait créé les Unktehi à partir de ses côtes, le laissa faire car il était en colère contre les hommes pour d'autres raisons, mais l'Esprit Tunkshila le punit en le changeant en pierre.

### Dans le folklore oriental
- Dans le folklore de la civilisation de l'Oxus qui occupait la Margiane et la Bactriane (c'est-à-dire les actuels Turkménistan et Afghanistan) entre 2500 et 1700 avant Jésus-Christ, il existait un dragon-serpent capable de prendre forme humaine, que l'on appelait Le Balafré. Il doit son surnom à la divinité bénéfique qui le contrôle, la « princesse » de Bactriane, qui lui infligea une entaille sur la joue droite et enfonça un clou dans ses lèvres pour l'empêcher de parler[17].
- Les dragons asiatiques ont souvent une apparence serpentine, mais ils entrent clairement dans la catégorie des dragons par leur appellation et certaines de leurs caractéristiques.
- Lotan ou Lawtan était un serpent de mer ou un dragon doté de sept têtes des mythologies d'Ougarit et de Phénicie, qui vivait sous la mer dans son propre palais.

### Dans les traditions et écrits religieux
- Le serpent de la Genèse possède des pattes jusqu'à ce qu'il déclenche le péché originel. Par la suite, en punition, il est privé de ses membres et condamné à ramper et à mordre la poussière.
- Rahab, le « prince des mers », la créature démoniaque de la mythologie juive habitant la mer Rouge, est décrit comme un « dragon des mers »[18], ou comme un « serpent de mer »[19]. On peut donc considérer qu'il est apparenté aux premiers lindworm. Tannin, un démon de la littérature juive qui n'est pas clairement différencié de Rahab[20], peut également être l'objet d'un même rapprochement.
- Dans la mythologie des Aborigènes d'Australie, de nombreuses divinités de la dimension divine du temps du rêve (Waagal, Wagyl ou Yurlungur), toutes proches ou assimilées au serpent arc-en-ciel prennent la forme de grands serpents, entretenant souvent une relation forte avec les cours d'eau.

### Dans la littérature

#### Bram Stoker
Dans son court roman Le Repaire du ver blanc (Lair of the White Worm), Bram Stoker, l'auteur de Dracula, exploite le thème du Lindworm et raconte la destruction d'un gigantesque spécimen aux yeux verts incandescents. Le romancier s'est vraisemblablement inspiré de la légende de Siegfried en écrivant cette nouvelle (la créature réapparaît après sa mort tout comme dans l'histoire de Sigurd), qui remporta un vif succès lors de sa parution en 1911. Ce récit a été adapté sur grand écran en 1988, avec Hugh Grant dans le rôle principal.

#### Marco Polo
L'explorateur Marco Polo déclara avoir vu des lindworm dans les steppes d'Asie centrale : « La tête est très grosse, et les yeux sont plus gros qu'une grande miche de pain. La bouche est assez grande pour avaler un homme entier, et est garnie de dents grandes [et pointues]. Et en somme ils sont tellement acharnés et prospectifs et sont atrocement laids, que tout homme et toute bête doivent se tenir dans la crainte et trembler devant eux ». Certains experts pensent aujourd'hui que les animaux aperçus par Marco Polo étaient en fait des crocodiles.

#### Little Wildrose
Le conte roumain Little Wildrose raconte l'histoire d'un vieil homme qui souhaite avoir un enfant, mais qui commet une erreur en suivant les conseils d'un ermite qui lui révélait comment faire pour en obtenir un par magie. La petite fille qu'il trouve est enlevée par un aigle qui souhaite la donner en pâture à ses aiglons, mais elle survit dans le nid. Un lindworm arrive dans l'intention de dévorer la petite fille, mais il meurt, et après cela, l'aigle adopte la petite fille, qui finit par descendre du nid et épouser le fils d'un empereur.
Ce conte a été publié dans le Crimson Fairy Book d'Andrew Lang.

### À l’époque moderne

#### Phénomènes liés aux serpents de mer en Nouvelle-Angleterre
Au XIXe siècle, de nombreux habitants des côtes du Maine et du Massachusetts prétendirent apercevoir un serpent de mer. Celui-ci fut assimilé à un lindorm. Ses apparitions atteignirent presque la fréquence d'une par jour pendant le mois d'août 1817 et il fut rapidement assimilé à un autre serpent marin, aperçu dans la même région en 1639.
On recueillit en grand nombre des témoignages de personnes prétendant l'avoir aperçu et il déclencha de nombreuses controverses. Le 18 août 1817, par exemple, pendant une réunion de la jeune Société linnéenne de Nouvelle-Angleterre, on exposa des théories qui mettaient en relation la formation de la Terre et le serpent (baptisé Scoliophis atlanticus par les membres). Ces théories, jugées fantaisistes, furent reprises par les détracteurs de la thèse de son existence pour la discréditer alors que la seule conclusion logique était que la société linnéenne avait commis une erreur embarrassante.

#### Linnorm dansDonjons et Dragons
Dans Donjons et Dragons, les linnorms ou Norse dragons sont des cousins primitifs des dragons. Ils leur ressemblent mais ne possèdent ni ailes, ni pattes arrière.
Les différents linnorms sont :
- Corpse Tearer Linnorm, qui est le spécimen le plus puissant ;
- Dread Linnorm, qui est le plus grand spécimen ;
- Flame Linnorm ;
- Forest Linnorm ;
- Frost Linnorm ;
- Gray Linnorm, qui est le spécimen le plus petit et le plus agressif ;
- Land Linnorm ;
- Midgard Linnorm ;
- Rain Linnorm ;
- Sea Linnorm ;
- Swamp Linnorm, qui est amphibie.

Tous ces linnorms sont malveillants.

#### Lindorm dansFinal Fantasy XII
Dans la principale sous-quête de Final Fantasy XII, la « chasse aux monstres », il est possible de chasser des monstres en acceptant des contrats de chasse, en échange d'équipements. Les monstres sont classés en rangs selon leur puissance (les moins puissants en rang 1 et les plus puissants en 8). Le lindorm y est ici décrit comme un monstre de rang 5, qui se trouve dans les landes de Tsita et dans le Jardin du cycle de la vie.

#### Dans l'univers deStar Wars
Le serpent-dragon des marais est une créature du monde de Dagobah, une planète imaginaire de l'univers de Star Wars. Ce prédateur sous-marin dont l'habitat est localisé dans les marais est carnivore. Il chasse beaucoup et se montre extrêmement dangereux, agressif et rusé (ce qui ne l'empêche pas d'être extrêmement patient lorsqu'il attend sa proie, flottant à une faible distance des berges, comme un crocodile, prêt à la capturer, puis à l'entraîner dans l'eau en s'enroulant autour d'elle, attendant sa mort pour la déguster en l'avalant d'un seul coup). Les limaces des marais, seules à oser s'attaquer à lui, sont aussi les uniques créatures contre lesquelles il ne fait pas le poids.

#### DansYu-Gi-Oh
De nombreuses cartes de jeux mis en scène dans Yu-Gi-Oh comme plus particulièrement le Dragon-Serpent Nocturne et le Light Lindworm représentent des dragons avec des caractéristiques serpentines[réf. nécessaire].

#### DansHollow Knight
Dans Hollow Knight, l'ancien roi d'Hollownest est décrit comme un Lindworm (Wyrm) ayant abandonné sa carapace. Elle peut être retrouvée à l'Est des Frontières du Royaume[réf. nécessaire]. On ne voit cependant jamais de Lindworm vivant au cours du jeu.

#### DansHuntik
Lindorm est un des titans du bestiaire de la série d'animation Huntik : À la recherche des Titans. Son existence a inspiré les légendes vikings de dragon sans ailes. Il appartenait autrefois à Saint-Georges, qui l'invoquait à l'aide de son épée. Lindorm est entré en la possession de Lok Lambert, qui a parfois montré quelques difficultés à le maîtriser, en raison de sa nature violente et agressive. Dans la Saison 2, il entre en mode Hyper-Fusion avec son chercheur, mais son amulette est détruite lorsqu'il est absorbé par le titan Légion, et Lindorm est renvoyé dans le monde des esprits[réf. nécessaire].

### Autres
- L'Aspic, un serpent imaginaire couronné d'une escarboucle dont le venin est souvent mortel, peut posséder deux ou quatre pattes dans certains des récits qui le mettent en scène.
- Le célèbre ver de Lambton du folklore anglais a souvent été comparé au lindworm en raison de sa nature de serpent géant.
- Dans l'épopée saxonne Beowulf, le héros attaque un serpent géant noir et venimeux, semblable aux dragons scandinaves[32] une cinquantaine d'années après le début de son règne sur les Geats. L'animal parvient à saisir le roi entre ses mâchoires pour lui faire respirer son souffle empoisonné, mais son adversaire a le temps de le tuer avec l'aide d'un jeune chef loyal, Wiglaf, avant d'être terrassé. Cette fin n'est pas sans rappeler celle qui attend Thor dans la mythologie scandinave après son combat avec le serpent Jörmungand[33].
- Le Basilic est à sa naissance un petit serpent. Par la suite, il gagne des pattes, ou prend l'apparence d'un dragonnet[34].
- Dans Battle Brothers, le Lindwurm est un monstre que votre troupe de mercenaires peut chasser. Il est partiellement dissimulé dans le sable et son sang acide peut dissoudre l'armure et occasionner des dégâts à vos hommes chaque fois qu'il reçoit un coup.
- Un personnage secondaire dans Hilda est un vertfeuille (traduction choisie par Netflix pour le terme lindworm), qui peut cracher par ses narines du feu bleu dont les cendres continuent de briller longtemps d’un lueur bleue.

## Symbolique et vertus du lindworm
Pour les européens médiévaux christianisés, les lindworm représentaient des fléaux tels que la guerre ou la peste
Mais, malgré les défauts qu'on leur prêtait, on pensait encore au Moyen Âge, tout comme à l'époque païenne, que posséder la peau d'un lindworm octroyait de bien meilleures connaissances en médecine et en la nature. Cette croyance puisait sa source dans la symbolique du serpent (les mues du serpent et du lindworm étaient considérées comme un symbole de renaissance dans un grand nombre de cultures).
Les dragons censés être sculptés sur les drakkars étaient appelés dreki en vieux norrois. Ce mot était utilisé pour décrire les dragons et les lindworm avant l'apparition de termes plus précis. En Suède et au Danemark, ou le mot lind signifie tilleul, les lindworm sont sculptés sur ces arbres auxquels ils sont dédiés pour les protéger.
Les serpents-dragons sont souvent dédiés aux forges, et de nombreuses légendes parlent de serpents-dragons possédant une épée extraordinaire.
Croiser la route du whiteworm était un présage de chance exceptionnel.

### Pour les spécimens précédemment évoqués

#### Conte du prince lindworm
Dans ce récit à la symbolique profonde, le lindworm (dragon) représente un état de non-différenciation (l'hermaphrodisme), destructeur pour l'ego, et déclencheur d'un grave complexe qui s'accompagne d'un sens moral déficient. C'est grâce à un processus complexe, engendré par la jeune bergère, que le prince est délivré et peut enfin devenir un humain normal.

#### Jörmungand et le lindworm de Ragnar Lodbrok
La symbolique de Jörmungand se recoupe avec celle de l'Ouroboros, car il se mord la queue comme ce serpent symbolique. On observe le même comportement chez le lindworm qui encercle le pavillon de la princesse Þora dans la légende de Ragnar Lodbrok, et il semble qu'il porte la même symbolique d'infini et de transmission, puisque le fils de Ragnar a, dès sa naissance, le motif d'un serpent imprimé dans la prunelle d'un de ses yeux.

#### Le Balafré
Une œuvre représentant cette créature est exposée au musée du Louvre. Le monstre apparaît avec des écailles sur les jambes, pour symboliser son lien avec le monde souterrain, porte un récipient dans sa main gauche pour montrer son désir de régner sur les flots, dispensateurs de fertilité, semble ne pas posséder de cou, ce qui rappelle sa force brutale et son statut d'être maléfique tout en accentuant la dureté de son expression, et possède des biceps très accentués qui symbolisent sa puissance.

#### Lotan
Cet animal symbolisait la puissance destructrice de l'océan, des inondations et de l'hiver.

### Dans ses représentations graphiques

#### En héraldique

Blason de Klagenfurt

En héraldique, le lindworm était, tout comme la vouivre, un symbole de persévérance ou de vengeance, employé entre autres sur les armoiries de Klagenfurt à cause de la légende qui s'était déroulée dans cette ville (voir ci-dessus), ainsi que sur le blason de Seljord, en Norvège, à cause du serpent de mer (prénommé Selma) qui est censé avoir vécu dans le lac de Seljord (Seljordsvatnet) et a été assimilé à un lindworm.
On le représentait en général en noir (sable) ou en vert (sinople).
La figure héraldique appelée communément blau Panther, utilisée sur les écussons de Haute-Bavière et de Basse-Bavière, représente un reptile quadrupède bleu (azur), dressé sur ses pattes arrière et dépourvu d'ailes.

#### Autre
Lindorm, Inc., une entreprise à but lucratif appartenant à Florida Corporation, qui cherche à rester en harmonie avec la nature, a choisi le lindorm pour son logo et son nom, parce qu'il s'agit de l'une des dernières créatures de la mythologie nordique dont on a voulu attester l'existence.

### Symbolique élémentaire
Tout comme le serpent et le dragon, le lindworm est souvent un personnage chtonien, qui vit sous terre et entretient une relation étroite avec cet élément.
Il arrive aussi que les lindworms évoluent dans l'eau et soient assimilés à des serpents de mer (seaserpents). Mais, contrairement au dragon, ils ne sont pas très liés à l'air, puisqu'ils sont souvent dépourvus d'ailes.
En dehors de leurs lien avec les forges, les lindworm ne sont pas clairement liés au feu ; certains lindworm en crachent comme des dragons, mais d'autres ne l'utilisent pas.

## Lindworm en sciences

### En cryptozoologie

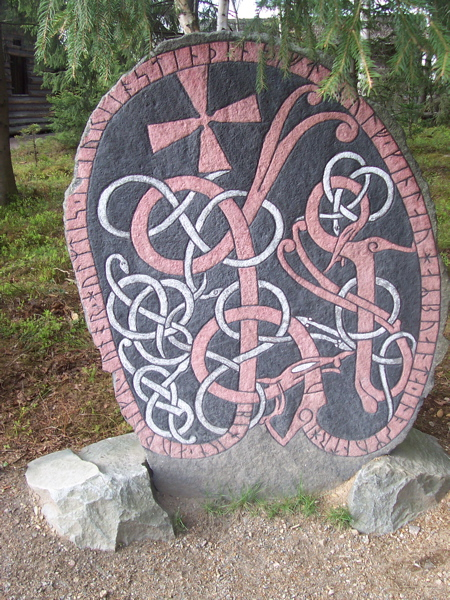

En cryptozoologie, le nom de lindworm est utilisé pour décrire une espèce animale reptile et bipède, semblable aux dragons de la mythologie, au Bipes biporus (Mexican Mole Lizard, un lézard du type Amphisbaenia), au Najash rionegrina, au Pachyrhachis problematicus, au Haasiophis terrasanctus et au Eupodophis descouensi (des « serpents à pattes » préhistoriques) et peut-être liée à certaines espèces de dinosaures (voir sauriens océaniques), ou à de grands serpents aujourd'hui disparus (comme le Wonambi naracoortensis). Selon les cryptozoologues, son existence est plausible, mais actuellement non vérifiée.
Au XIXe siècle, le folkloriste suédois Gunnar Olof Hyltén-Cavallius recueillit auprès des habitants de Småland, en Suède, une cinquantaine de comptes rendus venant de personnes qui affirmaient avoir rencontré des lindorms. Il instaura une forte récompense pour quiconque pourrait ramener un spécimen, capturé mort ou vivant. Malheureusement pour lui, personne ne fut en mesure de revendiquer la récompense, et les chercheurs suédois le ridiculisèrent. Ces événements déclenchèrent une défaite cryptozoologique.

### En biologie
En néerlandais moderne, le terme lintwormen, pluriel de lintworm, désigne à la fois certaines sortes d'invertébrés marins et les cestodes, une classe de parasites invertébrés dont les adultes vivent dans le tube digestif des vertébrés, dont la sous-espèce la plus connue est le ténia, ou ver solitaire.

## Autre
- Christer Romson, un auteur d'articles historiques, a pris pour pseudonyme « Lindorm Erikkson »[41].
- Lindorm Liljefors (1909-1985) était un peintre suédois[42]. Il était le fils de Bruno Liljefors, peintre lui aussi.